# Biuro Budżetowe Ministerstwa Spraw Wojskowych
Biuro Budżetowe Ministerstwa Spraw Wojskowych – jednostka organizacyjna Ministerstwa Spraw Wojskowych w II Rzeczypospolitej.

## Historia biura
14 października 1927 roku minister spraw wojskowych zarządził reorganizację Korpusu Kontrolerów. W ramach tej reorganizacji Oddział Kontroli Budżetu i Kredytów został połączony z Oddziałem Kontroli Następnej w Biuro Kontroli z oficerem Korpusu Kontrolerów jako szefem biura. Jednocześnie zlikwidowany został Wydział Rachunkowy MSWojsk, którego agendy przejął Wydział Kredytowy Biura Kontroli.
W sprawach zestawienia budżetu i dysponowania kredytami oraz rozrachunku z przyznanych poszczególnym departamentom kredytów podlegało I wiceministrowi spraw wojskowych, natomiast w sprawach kontroli zestawienia budżetu, kontroli kredytów, kontroli zamknięcia budżetu oraz kontroli następnej podlegało szefowi Korpusu Kontrolerów.
Skład osobowy Biura Kontroli:
- szef biura,
- Wydział Budżetowy,
- Wydział Rachuby Pieniężnej,
- Wydział Rachuby Materiałowej,
- Wydział Kredytów.

Skład osobowy liczył 35 oficerów, w tym jeden generał – szef biura, 35 szeregowców (ordynansów osobistych), 32 urzędników oraz 4 niższych funkcjonariuszy państwowych.
1 czerwca 1934 roku Biuro Kontroli zostało przemianowane na Biuro Budżetowe. Biuro pełniło funkcje zarządcy finansowego sił zbrojnych.

## Obsada personalna Biura Kontroli
Obsada personalna Biura Kontroli w 1927 roku
- szef biura – wakat
- szef Wydziału Budżetowego – mjr kontr. adm. Franciszek Marcin Szybowski
- szef Wydziału Rachuby Pieniężnej – mjr kontr. adm. Henryk Michał Władysław Lisowski
- szef Wydziału Rachuby Materiałowej – mjr kontr. adm. Roman Kawecki
- szef Wydziału Kredytów – mjr kontr. adm. Karol Orszulik
- kierownik referatu – kpt. kontr. adm. Taodor Muszyński

## Obsada personalna Biura Budżetowego
Pokojowa obsada personalna biura w marcu 1939 roku
- szef biura – płk KK Michał Grossek
- zastępca szefa biura – ppłk uzbr. Stelmachowski Stanisław Zygmunt
- szef Wydziału I Zestawienia i Wykonania Budżetu – mjr adm. (uzbr.) Pawłowski Stanisław Ludwik Sędzimir
- szef Wydziału II Kredytowego – p.o. kpt adm. (piech.)  Stanisław Jan Chorąży
- szef Wydziału III Funduszy Pozabudżetowych – ppłk adm. (uzbr.) Henryk Michał Władysław Lisowski †1940 Katyń[7]
- szef Wydziału IV Sprawozdawczego – mjr adm. (san.) Teodor Serapion Muszyński
- kierownik Samodzielnego Referatu Finansowego – kpt. uzbr. Bagieński Czesław Jan
- kierownik referatu – mjr adm. (int.) Karol Filipetz
- kierownik referatu – kpt uzbr. Potoczek Andrzej Józef
- kierownik referatu – kpt. uzbr. Olszewski Stefan Wacław
- kierownik referatu – kpt. uzbr. Wyrzykowski Jerzy Romuald
- kierownik referatu – kpt. adm. (samoch.) Januszewski Mieczysław I
- kierownik referatu – kpt. adm. (piech.) Adam Burghardt
- kierownik referatu – kpt tab. Skarżyński Wacław
- kierownik referatu – kpt. int. Masłowski Józef
- referent – płk int. kontr. Bagration Aleksander
- referent – kpt. adm. (int.) Stanisław Bronisław Kozakiewicz